# Groapa Ruginoasa - Valea Seacă
Groapa Ruginoasa - Valea Seacă (monument al naturii) este o arie protejată de interes național ce corespunde categoriei a III-a IUCN (rezervație naturală de tip geologic) situată în Crișana, pe teritoriul județului Bihor.

## Localizare
Aria naturală se află în partea sud-estică a județului Bihor (în ramura nordică a Munților Bihorului - grupă montană a Apusenilor ce aparține lanțului carpatic al Occidentalilor), pe teritoriul administrativ al orașului Nucet, în imediata apropiere a drumului național DN75 care leagă municipiul Turda de Câmpeni.

## Descriere
Rezervația naturală cu o suprafață de 20,40 hectare a fost declarată arie protejată prin Legea Nr.5 din 6 martie 2000 (privind aprobarea Planului de amenajare a teritoriului național - Secțiunea a III-a - zone protejate, publicată în Monitorul Oficial al României, Nr.152 din 12 aprilie 2000) și se suprapune ariei de protecție specială avifaunistică - Munții Apuseni - Vlădeasa.
Groapa Ruginoasa face parte din Parcul Natural Apuseni și reprezintă o vale cu versanți abrupți, formată prin eroziune de șuvoaie (ravinare) ceea ce a determinat apariția stratelor de cuarțite (de culoare roșu-violaceu), conferind zonei (din punct de vedere peisagistic) un aspect aparte.
Groapa Ruginoasă crește în fiecare an, înghițind copacii de pe marginea ei. Marcajul turistic ce duce la ea este bandă galbenă, pornind din DN75.

## Obiective turistice aflate în vecinătate
- Biserica de lemn „Pogorârea Sf. Gheorghe” din Cociuba Mică, lăcaș de cult (ridicat în secolul al XVIII-lea) aflat pe lista monumentelor istorice sub codul LMI BH-II-m-B-01136.
- Rezervațiile naturale: Avenul Borțigului, Complexul Carstic din Valea Ponorului, Fâneața Izvoarelor Crișul Pietros, Groapa de la Bârsa, Molhașurile din Valea Izbucelor, Pietrele Galbenei, Piatra Bulzului, Pietrele Boghii, Poiana Florilor, Platoul Carstic Padiș, Platoul Carstic Lumea Pierdută, Peștera lui Micula, Peștera Urșilor, Săritoarea Bohodeiului, Valea Galbenei și Vârful Biserica Moțului.